# Preolímpico Femenino de CONCACAF de 2012
El Preolímpico de la Concacaf de  2012 fue la III Edición y se disputó en Canadá del 19 al 29 de enero y es el torneo clasificatorio que enviará a las 2 selecciones finalistas al Torneo Olímpico de fútbol que se realizará en  2012 en Londres, Reino Unido.
Clasificarán automáticamente el anfitrión Canadá, Estados Unidos y México. A ellos se sumarán tres equipos del Caribe y dos de Centroamérica.

## Eliminatorias

### Primera fase

#### NorteaméricaNAFU
Estados Unidos, México y Canadá ya están clasificados a la última ronda de la Concacaf, porque en ediciones anteriores los países de dicha región han dominado el torneo. Además, Canadá será el anfitrión de la última ronda de la Concacaf.

#### CentroaméricaUNCAF
Guatemala será la sede de un campeonato de cinco equipos que también incluyen a Costa Rica, El Salvador, Honduras y Nicaragua, con los dos mejores equipos clasificados para la fase final de ocho equipos de la Concacaf en Canadá.
| Equipo      | Pts | PJ | PG | PE | PP | GF | GC | Dif |
| ----------- | --- | -- | -- | -- | -- | -- | -- | --- |
| Costa Rica  | 12  | 4  | 4  | 0  | 0  | 20 | 4  | 16  |
| Guatemala   | 9   | 4  | 3  | 0  | 1  | 11 | 7  | 4   |
| El Salvador | 6   | 4  | 2  | 0  | 2  | 12 | 11 | 1   |
| Honduras    | 3   | 4  | 1  | 0  | 3  | 3  | 13 | -10 |
| Nicaragua   | 0   | 4  | 0  | 0  | 4  | 1  | 13 | -12 |

| Fecha                    | Lugar                          |             |  | Resultado |  |             |
| ------------------------ | ------------------------------ | ----------- |  | --------- |  | ----------- |
| 30 de septiembre de 2011 | Ciudad de Guatemala, Guatemala | Costa Rica  |  | 5:0 (3:0) |  | Nicaragua   |
| 30 de septiembre de 2011 | Ciudad de Guatemala, Guatemala | Guatemala   |  | 3:1 (1:0) |  | Honduras    |
| 2 de octubre de 2011     | Ciudad de Guatemala, Guatemala | El Salvador |  | 2:6 (2:3) |  | Costa Rica  |
| 2 de octubre de 2011     | Ciudad de Guatemala, Guatemala | Guatemala   |  | 4:0 (2:0) |  | Nicaragua   |
| 4 de octubre de 2011     | Ciudad de Guatemala, Guatemala | Nicaragua   |  | 1:3 (1:2) |  | El Salvador |
| 4 de octubre de 2011     | Ciudad de Guatemala, Guatemala | Costa Rica  |  | 4:0 (3:0) |  | Honduras    |
| 6 de octubre de 2011     | Ciudad de Guatemala, Guatemala | Honduras    |  | 1:6 (1:4) |  | El Salvador |
| 6 de octubre de 2011     | Ciudad de Guatemala, Guatemala | Guatemala   |  | 2:5 (0:0) |  | Costa Rica  |
| 8 de octubre de 2011     | Ciudad de Guatemala, Guatemala | Nicaragua   |  | 0:1 (0:0) |  | Honduras    |
| 8 de octubre de 2011     | Ciudad de Guatemala, Guatemala | Guatemala   |  | 2:1 (1:1) |  | El Salvador |

#### CaribeCFU
En esta edición compitieron 8 países en la primera fase, distribuidos en dos grupos de cuatro. Los ganadores de cada grupo y el mejor subcampeón se clasificarán para las finales de mujeres que se jugarán en el mes de enero en Canadá.

##### Grupo A
| Equipo  | Pts | PJ | PG | PE | PP | GF | GC | Dif |
| ------- | --- | -- | -- | -- | -- | -- | -- | --- |
| Haití   | 7   | 3  | 2  | 1  | 0  | 13 | 1  | 12  |
| Cuba    | 7   | 3  | 2  | 1  | 0  | 10 | 1  | 9   |
| Surinam | 3   | 3  | 1  | 0  | 2  | 3  | 7  | -4  |
| Aruba   | 0   | 3  | 0  | 0  | 3  | 0  | 17 | -17 |

| Fecha               | Lugar             |         |  | Resultado |  |         |
| ------------------- | ----------------- | ------- |  | --------- |  | ------- |
| 29 de junio de 2011 | Oranjestad, Aruba | Aruba   |  | 0:6 (0:1) |  | Cuba    |
| 29 de junio de 2011 | Oranjestad, Aruba | Surinam |  | 0:4 (0:0) |  | Haití   |
| 1 de julio de 2011  | Oranjestad, Aruba | Aruba   |  | 0:3 (0:2) |  | Surinam |
| 1 de julio de 2011  | Oranjestad, Aruba | Cuba    |  | 1:1 (0:1) |  | Haití   |
| 3 de julio de 2011  | Oranjestad, Aruba | Aruba   |  | 0:8 (0:4) |  | Haití   |
| 3 de julio de 2011  | Oranjestad, Aruba | Cuba    |  | 3:0 (1:0) |  | Surinam |

##### Grupo B
| Equipo               | Pts | PJ | PG | PE | PP | GF | GC | Dif |
| -------------------- | --- | -- | -- | -- | -- | -- | -- | --- |
| República Dominicana | 9   | 3  | 3  | 0  | 0  | 5  | 0  | 5   |
| Trinidad y Tobago    | 6   | 3  | 2  | 0  | 1  | 19 | 3  | 16  |
| Bermudas             | 3   | 3  | 1  | 0  | 2  | 6  | 6  | 0   |
| Dominica             | 0   | 3  | 0  | 0  | 3  | 1  | 22 | -21 |

| Fecha              | Lugar                               |                      |  | Resultado  |  |                   |
| ------------------ | ----------------------------------- | -------------------- |  | ---------- |  | ----------------- |
| 5 de julio de 2011 | San Cristóbal, República Dominicana | República Dominicana |  | 3:0 (2:0)  |  | Dominica          |
| 5 de julio de 2011 | San Cristóbal, República Dominicana | Trinidad y Tobago    |  | 5:1 (2:1)  |  | Bermudas          |
| 7 de julio de 2011 | San Cristóbal, República Dominicana | República Dominicana |  | 1:0 (0:0)  |  | Bermudas          |
| 7 de julio de 2011 | San Cristóbal, República Dominicana | Dominica             |  | 1:14 (0:5) |  | Trinidad y Tobago |
| 9 de julio de 2011 | San Cristóbal, República Dominicana | República Dominicana |  | 1:0 (0:0)  |  | Trinidad y Tobago |
| 9 de julio de 2011 | San Cristóbal, República Dominicana | Bermudas             |  | 5:0 (2:0)  |  | Dominica          |

##### Mejor segundo
| Equipo            | Gr | Pts | PJ | PG | PE | PP | GF | GC | Dif |
| ----------------- | -- | --- | -- | -- | -- | -- | -- | -- | --- |
| Cuba              | A  | 7   | 3  | 2  | 1  | 0  | 10 | 1  | 9   |
| Trinidad y Tobago | B  | 6   | 3  | 2  | 0  | 1  | 19 | 3  | 16  |

## Torneo final
En la última ronda de la Concacaf competirán los ocho equipos clasificados anteriormente los primeros dos lugares de cada cuadrangular jugarán las semifinales y los dos finalistas clasificarán al Torneo Olímpico de Londres 2012 .

### Equipos participantes
| CFU - Cuba - Haití - República Dominicana |  | UNCAF - Costa Rica - Guatemala |  | Clasificados automáticamente - Canadá - México - Estados Unidos |

### Sede
| Vancouver, Columbia Británica |
| Estadio BC Place              |
| Capacidad: 59,841             |
| ----------------------------- |

#### Grupo A
| Equipo     | Pts | PJ | PG | PE | PP | GF | GC | DIF |
| ---------- | --- | -- | -- | -- | -- | -- | -- | --- |
| Canadá     | 9   | 3  | 3  | 0  | 0  | 13 | 1  | 12  |
| Costa Rica | 6   | 3  | 2  | 0  | 1  | 5  | 5  | 0   |
| Haití      | 3   | 3  | 1  | 0  | 2  | 3  | 8  | -5  |
| Cuba       | 0   | 3  | 0  | 0  | 3  | 0  | 7  | -7  |

| 19 de enero de 2012, 17:00 | Costa Rica               | 2:0 (1:0) | Cuba | Estadio BC Place, Vancouver, Columbia Británica                        |                                                                        |
|                            | Rosales 12' · Acosta 55' | Reporte   |      | Asistencia: 7.627 espectadores Árbitro(s): Quetzalli Alvarado (México) | Asistencia: 7.627 espectadores Árbitro(s): Quetzalli Alvarado (México) |

| 19 de enero de 2012, 22:30 | Canadá                                            | 6:0 (3:0) | Haití | Estadio BC Place, Vancouver, Columbia Británica                        |                                                                        |
|                            | Julien 7' · Sinclair 25' 43' 55' 85' · Parker 90' | Reporte   |       | Asistencia: 7.627 espectadores Árbitro(s): Kari Seitz (Estados Unidos) | Asistencia: 7.627 espectadores Árbitro(s): Kari Seitz (Estados Unidos) |

| 21 de enero de 2012, 17:00 | Haití | 0:2 (0:0) | Costa Rica     | Estadio BC Place, Vancouver, Columbia Británica                           |                                                                           |
|                            |       | Reporte   | Acosta 49' 57' | Asistencia: 1.500 espectadores Árbitro(s): Maraget Domka (Estados Unidos) | Asistencia: 1.500 espectadores Árbitro(s): Maraget Domka (Estados Unidos) |

| 21 de enero de 2012, 22:30 | Canadá                      | 2:0 (1:0) | Cuba | Estadio BC Place, Vancouver, Columbia Británica                           |                                                                           |
|                            | Sinclair 17' · Tancredi 24' | Reporte   |      | Asistencia: 12.000 espectadores Árbitro(s): Gillian Martindale (Barbados) | Asistencia: 12.000 espectadores Árbitro(s): Gillian Martindale (Barbados) |

| 19 de enero de 2012,17:00 | Cuba | 0:3 (0:0) | Haití                                        | Estadio BC Place, Vancouver, Columbia Británica                         |                                                                         |
|                           |      | Reporte   | Boulos 72' · Pierre Louis 76' · Valentin 83' | Asistencia: 1.500 espectadores Árbitro(s): Alicia Villatoro (Guatemala) | Asistencia: 1.500 espectadores Árbitro(s): Alicia Villatoro (Guatemala) |

| 23 de enero de 2012, 22:30 | Canadá                                                      | 5:1 (4:0) | Costa Rica    | Estadio BC Place, Vancouver, Columbia Británica                        |                                                                        |
|                            | Sinclair 5' 45' · Schmidt 9' · Kyle 19' · Ugalde 50' (a.g.) | Reporte   | Barrantes 88' | Asistencia: 8.105 espectadores Árbitro(s): Kari Seitz (Estados Unidos) | Asistencia: 8.105 espectadores Árbitro(s): Kari Seitz (Estados Unidos) |

#### Grupo B
| Equipo               | Pts | PJ | PG | PE | PP | GF | GC | DIF |
| -------------------- | --- | -- | -- | -- | -- | -- | -- | --- |
| Estados Unidos       | 9   | 3  | 3  | 0  | 0  | 31 | 0  | 31  |
| México               | 6   | 3  | 2  | 0  | 1  | 12 | 4  | 8   |
| Guatemala            | 3   | 3  | 1  | 0  | 2  | 6  | 18 | -12 |
| República Dominicana | 0   | 3  | 0  | 0  | 3  | 0  | 27 | -27 |

| 20 de enero de 2012, 17:00 | México                                       | 5:0 (4:0) | Guatemala | Estadio BC Place, Vancouver, Columbia Británica                    |                                                                    |
|                            | Díaz 12' · Domínguez 23' 43' 66' · Garza 38' | Reporte   |           | Asistencia: 6.321 espectadores Árbitro(s): Diane Ferreira (Guyana) | Asistencia: 6.321 espectadores Árbitro(s): Diane Ferreira (Guyana) |

| 20 de enero de 2012, 19:30 | República Dominicana | 0:14 (0:7) | Estados Unidos | Estadio BC Place, Vancouver, Columbia Británica                       |                                                                       |
|                            |                      | Reporte    | Wambach 1' 19' · Lloyd 4' · Buehler 7' · O'Reilly 17' 32' 78' · Heath 30' · Rodriguez 46' 48' 58' 70' 75' · Cheney 64' | Asistencia: 6.321 espectadores Árbitro(s): Cardella Samuels (Jamaica) | Asistencia: 6.321 espectadores Árbitro(s): Cardella Samuels (Jamaica) |

| 22 de enero de 2012, 14:00 | México                                                       | 7:0 (3:0) | República Dominicana | Estadio BC Place, Vancouver, Columbia Británica                               |                                                                               |
|                            | Saucedo 21' · Díaz 27' · Ruiz 38' 70' · Guajardo 49' 62' 75' | Reporte   | 1,500                | Asistencia: 1.500 espectadores Árbitro(s): Maria Flores Castillo (Costa Rica) | Asistencia: 1.500 espectadores Árbitro(s): Maria Flores Castillo (Costa Rica) |

| 22 de enero de 2012, 18:30 | Estados Unidos | 13:0 (6:0) | Guatemala | Estadio BC Place, Vancouver, Columbia Británica                    |                                                                    |
|                            | Wambach 12' 14' · Cheney 24' · Rodriguez 29' · Lloyd 33' · Lindsey 34' · Leroux 48' 51' 57' 70' 87' · Rapinoe 75' · Morgan 83' | Reporte    |           | Asistencia: 6.738 espectadores Árbitro(s): Irazema Aguilera (Cuba) | Asistencia: 6.738 espectadores Árbitro(s): Irazema Aguilera (Cuba) |

| 24 de enero de 2012, 14:00 | Guatemala                                           | 6:0 (4:0) | República Dominicana | Estadio BC Place, Vancouver, Columbia Británica                       |                                                                       |
|                            | Pineda 2' 5' 29' · Monterroso 9' 90' · Martinez 53' | Reporte   |                      | Asistencia: 2.000 espectadores Árbitro(s): Cardella Samuels (Jamaica) | Asistencia: 2.000 espectadores Árbitro(s): Cardella Samuels (Jamaica) |

| 24 de enero de 2012, 18:30 | Estados Unidos                 | 4:0 (2:0) | México | Estadio BC Place, Vancouver, Columbia Británica                        |                                                                        |
|                            | Lloyd 8' 57' 86' · O'Reilly 9' | Reporte   |        | Asistencia: 7.599 espectadores Árbitro(s): Carol Anne Chenard (Canadá) | Asistencia: 7.599 espectadores Árbitro(s): Carol Anne Chenard (Canadá) |

### Fase Final
|  | Semifinales | Semifinales    | Semifinales    |                |        | Final  | Final | Final |  |
|  |             |                |                |                |        |        |       |       |  |
|  |             |                |                |                |        |        |       |       |  |
|  | 1           | Canadá         | 3              |                |        |        |       |       |  |
|  | 1           | Canadá         | 3              |                |        |        |       |       |  |
|  | 4           | México         | 1              |                |        |        |       |       |  |
|  | 4           | México         | 1              |                | Canadá | Canadá | 0     |       |  |
|  |             |                |                |                | Canadá | Canadá | 0     |       |  |
|  |             |                | Estados Unidos | Estados Unidos | 4      |        |       |       |  |
|  | 3           | Estados Unidos | Estados Unidos | Estados Unidos | 4      | 3      |       |       |  |
|  | 3           | Estados Unidos |                |                |        | 3      |       |       |  |
|  | 2           | Costa Rica     | 0              |                |        |        |       |       |  |
|  | 2           | Costa Rica     | 0              |                |        |        |       |       |  |
|  |             |                |                |                |        |        |       |       |  |

#### Semifinales
| 27 de enero de 2012, 20:00 | Estados Unidos                     | 3:0 (1:0) | Costa Rica | Estadio BC Place, Vancouver, Columbia Británica                     |                                                                     |
|                            | Heath 16' · Lloyd 72' · Morgan 89' | Reporte   |            | Asistencia: 10.000 espectadores Árbitro(s): Irazema Aguilera (Cuba) | Asistencia: 10.000 espectadores Árbitro(s): Irazema Aguilera (Cuba) |

| 27 de enero de 2012, 23:00 | Canadá                          | 3:1 (2:0) | México    | Estadio BC Place, Vancouver Columbia Británica                      |                                                                     |
|                            | Sinclair 15' 76' · Tancredi 23' | Reporte   | Pérez 67' | Asistencia: 22.954 espectadores Árbitro(s): Diane Ferreira (Guyana) | Asistencia: 22.954 espectadores Árbitro(s): Diane Ferreira (Guyana) |

#### Final
| 29 de enero de 2012, 20:00 | Canadá | 0:4 (0:3) | Estados Unidos                  | Estadio BC Place, Vancouver, Columbia Británica                         |                                                                         |
|                            |        | Reporte   | Morgan 4' 56' · Wambach 24' 28' | Asistencia: 25.427 espectadores Árbitro(s): Quetzalli Alvarado (México) | Asistencia: 25.427 espectadores Árbitro(s): Quetzalli Alvarado (México) |

|                |
| Campeón        |
| Estados Unidos |
| 3° título      |

## Clasificados a losJuegos Olímpicos 2012
| Bandera de Canadá | Bandera de Estados Unidos |
| Canadá            | Estados Unidos            |